# Riom-ès-Montagnes
Riom-ès-Montagnes je naselje in občina v osrednjem francoskem departmaju Cantal regije Auvergne. Leta 2009 je naselje imelo 2.798 prebivalcev.

## Geografija
Kraj se nahaja v osrčju regijskega parka Parc naturel régional des Volcans d'Auvergne (pokrajina Auvergne) ob reki Véronne, 64 km severovzhodno od Aurillaca.

## Uprava
Riom-ès-Montagnes je sedež istoimenskega kantona, v katerega so poleg njegove vključene še občine Apchon, Collandres, Menet, Saint-Étienne-de-Chomeil, Saint-Hippolyte, Trizac in Valette s 5.186 prebivalci.
Kanton Riom-ès-Montagnes je sestavni del okrožja Mauriac.

## Zanimivosti
- romanska cerkev sv. Jurija iz 11. do 15. stoletja;